# Octoih

Octoihul Mare (1742-Râmnic)

Octoihul (sau Ohtoih, din limba greacă oktoihos sau „opt tonuri”) este o carte bisericească destinată cultului ortodox, care cuprinde cântările fiecărei zile din săptămână pe opt glasuri (tonuri), fiecărei săptămâni consacrându-i-se succesiv câte un glas. A fost compus de teologul bizantin Ioan Damaschinul în secolul VIII. 

## Octoihuri românești
Cel mai vechi octoih în manuscris copiat pe teritoriul României, în limba slavonă, datează din secolul XIII (Octoihul de la Caransebeș, adus în această localitate din Moldova). Cel mai vechi octoih tipărit, în aceeași limbă, care se numără și printre primele tipărituri din România, este Octoihul lui Macarie (ieromonah, 1510).